# Новоореховка (Лубенский район)
Новоореховка (укр. Новооріхівка) — село,
Новоореховский сельский совет,
Лубенский район,
Полтавская область,
Украина.
Код КОАТУУ — 5322885201. Население по переписи 2001 года составляло 1654 человека.
Является административным центром Новоореховского сельского совета, в который, кроме того, входят сёла
Величковка и
Ромодан.

## Географическое положение
Село Новоореховка находится в 3 км от села Ореховка.
Вблизи есть природные и технические водоёмы. Через село проходит железная дорога, станция 185 км южной железной дороги.

## История
- 2007 — изменён статус с посёлок на село.

## Экономика
- «Сахар-Инвест», ОАО (Новоореховский сахарный завод).
- Сельскохозяйственное ОАО «Ореховское свеклохозяйство».

## Объекты социальной сферы
- Школа.